# Communauté de communes du canton de Saint-Pois
La communauté de communes du canton de Saint-Pois est une ancienne communauté de communes française, située dans le département de la Manche et la région Basse-Normandie.

## Historique
La communauté de communes du canton de Saint-Pois a été créée le 28 décembre 1992. Elle est dissoute le 1er janvier 2014 du fait de l'adhésion des communes du Mesnil-Gilbert, de Lingeard, de Saint-Laurent-de-Cuves et de Saint-Michel-de-Montjoie à la communauté de communes du Val de Sée, et des communes de Boisyvon, La Chapelle-Cécelin, Coulouvray-Boisbenâtre, Saint-Martin-le-Bouillant, Saint-Maur-des-Bois et Saint-Pois à l'Intercom du bassin de Villedieu.

## Composition
La communauté de communes était composée des dix communes du canton de Saint-Pois :
1. Boisyvon
2. La Chapelle-Cécelin
3. Coulouvray-Boisbenâtre
4. Lingeard
5. Le Mesnil-Gilbert
6. Saint-Laurent-de-Cuves
7. Saint-Martin-le-Bouillant
8. Saint-Maur-des-Bois
9. Saint-Michel-de-Montjoie
10. Saint-Pois

## Administration
| Période      | Période       | Identité            | Étiquette | Qualité                               |
| ------------ | ------------- | ------------------- | --------- | ------------------------------------- |
| ?            | février 2002  | Gérard Chénel       | UMP       | Maire de Lingeard, conseiller général |
| février 2002 | février 2003  | Bernard Éloi        |           | Adjoint au maire de Saint-Pois        |
| février 2003 | avril 2008    | Louis Hamelin       |           | Maire de Saint-Laurent-de-Cuves       |
| avril 2008   | décembre 2013 | Casimir Lechevalier |           | Maire de Saint-Pois                   |